# Stephan Klossner
Stephan Klossner (Berna, 30 maggio 1981) è un arbitro di calcio svizzero.